# Пантюхины (Бурмакинское сельское поселение)
 Пантюхины  — деревня в Кирово-Чепецком районе Кировской области в составе Бурмакинского сельского поселения.

## География
Расположена на расстоянии менее 4 км на восток от северной части села Бурмакино.

## История
Известна с 1671 года как починок Семейки Коробейникова с 1 двором,  в 1764 25 жителей, в 1802 5 дворов. В 1873 в починке Сеньки Коробейникова (Пантюхины) дворов 8 и жителей 40, в 1905 (уже деревня) 62 и 25, в 1926 (деревня Пантюхины) 8 и 48, в 1950 9 и 28, в 1989 оставалось 2 постоянных жителя.

## Население
Постоянное население не было учтено как в 2002 году, так и в 2010.